# Ge Jesus äran, frälsta mänsklighet
Ge Jesus äran, frälsta mänsklighet är en lovpsalm av Edmond Budry från 1885 i fri tolkning av Bo Setterlind år 1978. Psalmen översattes från franska till engelska av Richard B. Hoyle 1923. I Setterlinds tolkning har den en klar påskton (den innehåller rader som: ”Han har lämnat graven och är bland oss kvar” och ”Herren, den uppståndne, himlen på vår jord”).
Texten har skrivits till en melodi (2/2, D-dur) av Georg Friedrich Händel (ur oratoriet Judas Maccabeus, 1745), känd även med texten Dotter Sion som inte ingår i 1986 års psalmbok men är vanlig som körsång under advent.

## Publicerad i
- Den svenska psalmboken 1986 som nr 17 under rubriken "Lovsång och tillbedjan".
- Psalmer och Sånger 1987 finns Edmond Budrys text i ytterligare två tolkningar, se vidare under Gud tillhör äran och Dig tillhör äran.
- Cecilia 2013 som nr 11 under rubriken "Lovsång och tillbedjan".